# بيرابات نوتشايا
بيرابات نوتشايا (بالتايلندية: พีระพัฒน์ โน๊ตชัยยา) مواليد 4 فبراير 1993 في محافظة فرا ناخون سي أيوتثايا، تايلاند، هو لاعب كرة قدم تايلاندي يلعب مع نادي موانغ تونغ يونايتد كمدافع. مثّل منتخب تايلاند لكرة القدم. بدأ بيرابات نوتشايا مسيرته الرياضية عام 2012 مع بي إي سي تيرو ساسانا.

## المسيرة الاحترافية

### أندية لعب لها
- بي إي سي تيرو ساسانا
- نادي موانغ تونغ يونايتد

## روابط خارجية
- بيرابات نوتشايا على موقع قاعدة بيانات كرة القدم.إي يو (الإنجليزية)
- بيرابات نوتشايا على موقع ناشيونال فوتبول تيمز (الإنجليزية)
- بيرابات نوتشايا على موقع Soccerway.com (الإنجليزية)
- بيرابات نوتشايا على موقع عالم كرة القدم.نت (الإنجليزية)